# Copyright Act de 1710

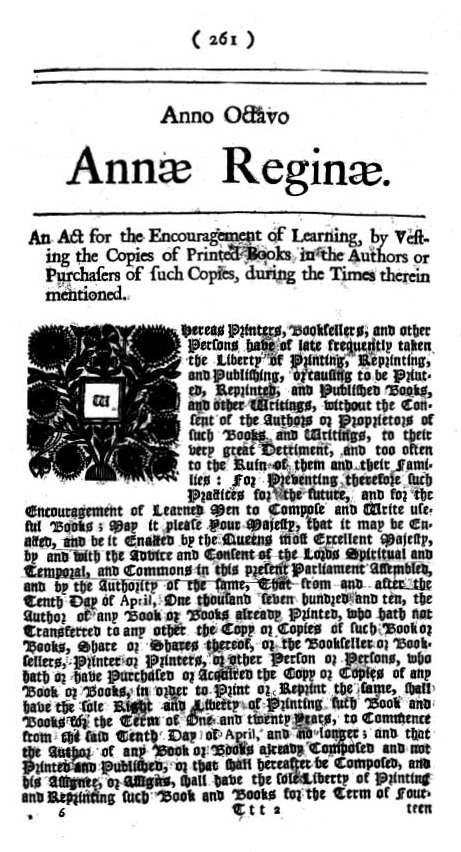
Statute of Anne.

Le Copyright Act de 1710, également connu comme le Statute of Anne, du nom de la reine de l'époque, est une loi du Parlement qui est la première à permettre une régulation du copyright par le gouvernement et les tribunaux au lieu d'accords entre personnes privées. Cette loi permet à l'auteur d'obtenir le droit exclusif d'impression de son œuvre et introduit le premier élément de droit patrimonial sur les œuvres artistiques.
Avant cette loi, le Licensing Act de 1662 permettait des restrictions au droit de copie et seule une corporation (appelée Stationers' Company) avait le droit d'imprimer en Grande-Bretagne et la responsabilité de censurer les écrits.
En 1694, le Parlement refuse de renouveler le Licensing Act mettant ainsi fin au monopole de la Stationers' Company. Après 10 ans de négociations la Stationers' Company propose un système de licence par auteur et non plus par imprimeur, idée qui cette fois sera considérée favorablement par le Parlement et aboutira au Statute of Anne.
Cette loi fixe une durée de droit d'auteur de 14 ans — avec une seule possibilité de renouvellement — pour les ouvrages nouvellement édités ; à l'issue de cette période l’œuvre entre dans le domaine public. Le Statute of Anne fut rédigé en 1709 et appliqué du 10 avril 1710 jusqu'au Copyright Act de 1842. Cette loi a influencé la réglementation du copyright dans plusieurs autres nations dont les États-Unis et fait l'objet d'une bibliographie abondante.